# Medical Lake
Medical Lake ist eine City im Spokane County im US-Bundesstaat Washington. Das U.S. Census Bureau hat bei der Volkszählung 2020 eine Einwohnerzahl von 4874 ermittelt. Die Stadt ist Sitz einer psychiatrischen Klinik, des Eastern State Hospital.

## Geschichte
Die Stadt Medical Lake wurde offiziell 1890 anerkannt. Sie hat ihren Namen vom nahegelegenen gleichnamigen See.
Die Spokane, ein Indianer-Stamm, hatten das Gebiet bereits sehr lange besiedelt und glaubten an die heilenden Kräfte des Wassers und des Schlamms aus dem See. Weiße Siedler wie Andrew Lefevre und Stanley Hallett, die in den 1870er Jahren in das Gebiet kamen, übernahmen diesen Glauben und vermarkteten die aus dem See gewonnenen Salze für medizinische Zwecke. Der Erfolg dieser Sammlungen löste die Entwicklung einer Salz- und Seifen-Industrie aus, die von der Einrichtung kommerzieller Badehäuser in den 1880er Jahren gefolgt war. Mit dem Bau mehrerer Hotels am Seeufer und der Gründung des Eastern State Hospital 1891 sah sich Medical Lake einer Periode wirtschaftlichen Wachstums ausgesetzt, die bis in die 1920er Jahre anhielt, als die Beliebtheit des Sees nachließ. Eine Periode der Stagnation wurde in den 1940er Jahren durch den Aufbau der nahegelegenen Fairchild Air Force Base unterbrochen, was die Bevölkerung der Stadt plötzlich anwachsen ließ. Die Wirtschaft von Medical Lake beruht nach wie vor auf der Anwesenheit der Klinik und der Fairchild AFB, wobei die Stadt auch als Schlafstadt für das nahe Spokane dient.

## Geographie
Nach dem United States Census Bureau nimmt die Stadt eine Gesamtfläche von 9,43 km² ein, wovon 8,81 km² Land- und der Rest Wasserflächen sind.
Die Stadt liegt östlich des gleichnamigen Sees. Im Umkreis weniger Meilen um die Stadt gibt es viele andere Seen, zu denen der West Medical Lake, der Silver Lake, der Clear Lake und zahlreiche kleinere Seen und Tümpel südlich der Stadt gehören. Die Straßen-Entfernung von Downtown Spokane beträgt 16 Meilen (26 km) über die Interstate 90 und die Washington State Route 902, wobei die letztere durch die Stadt führt. Das Eastern State Hospital liegt gegenüber am Westufer des Sees. Die Fairchild Air Force Base liegt unmittelbar nördlich der Stadt.
Geologisch gesehen liegt die Stadt auf Columbia-Plateaubasalten, die durch die Missoula-Fluten am Ende der letzten Kaltzeit stark erodiert wurden und die Stadt und ihr Umfeld zu einem Teil der Channeled Scablands machte.

## Demographie

### Census 2000
Nach der Volkszählung von 2000 gab es in Medical Lake 3.758 Einwohner, 1.090 Haushalte und 767 Familien. Die Bevölkerungsdichte betrug 420,6 pro km². Es gab 1.197 Wohneinheiten bei einer mittleren Dichte von 134 pro km².
Die Bevölkerung bestand zu 88,88 % aus Weißen, zu 4,6 % aus Afroamerikanern, zu 1,41 % aus Indianern, zu 1,57 % aus Asiaten, zu 0,21 % aus Pazifik-Insulanern, zu 1,01 % aus anderen „Rassen“ und zu 2,32 % aus zwei oder mehr „Rassen“. Hispanics oder Latinos „jeglicher Rasse“ bildeten 4,12 % der Bevölkerung.
Von den 1090 Haushalten beherbergten 40,8 % Kinder unter 18 Jahren, 50,4 % wurden von zusammen lebenden verheirateten Paaren, 15,1 % von alleinerziehenden Müttern geführt; 29,6 % waren Nicht-Familien. 25,1 % der Haushalte waren Singles und 7,2 % waren alleinstehende über 65-jährige Personen. Die durchschnittliche Haushaltsgröße betrug 2,58 und die durchschnittliche Familiengröße 3,07 Personen.
Der Median des Alters in der Stadt betrug 36 Jahre. 24,3 % der Einwohner waren unter 18, 9,1 % zwischen 18 und 24, 35,5 % zwischen 25 und 44, 22,9 % zwischen 45 und 64 und 8,2 65 Jahre oder älter. Auf 100 Frauen kamen 108,2 Männer, bei den über 18-Jährigen waren es 104,2 Männer auf 100 Frauen.
Alle Angaben zum mittleren Einkommen beziehen sich auf den Median. Das mittlere Haushaltseinkommen betrug 42.159 US$, in den Familien waren es 47.357 US$. Männer hatten ein mittleres Einkommen von 35.543 US$ gegenüber 23.971 US$ bei Frauen. Das Pro-Kopf-Einkommen betrug 14.874 US$. Etwa 9,4 % der Familien und 14,8 % der Gesamtbevölkerung lebte unterhalb der Armutsgrenze; das betraf 12,3 % der unter 18-Jährigen und 13,7 % der über 65-Jährigen.

### Census 2010

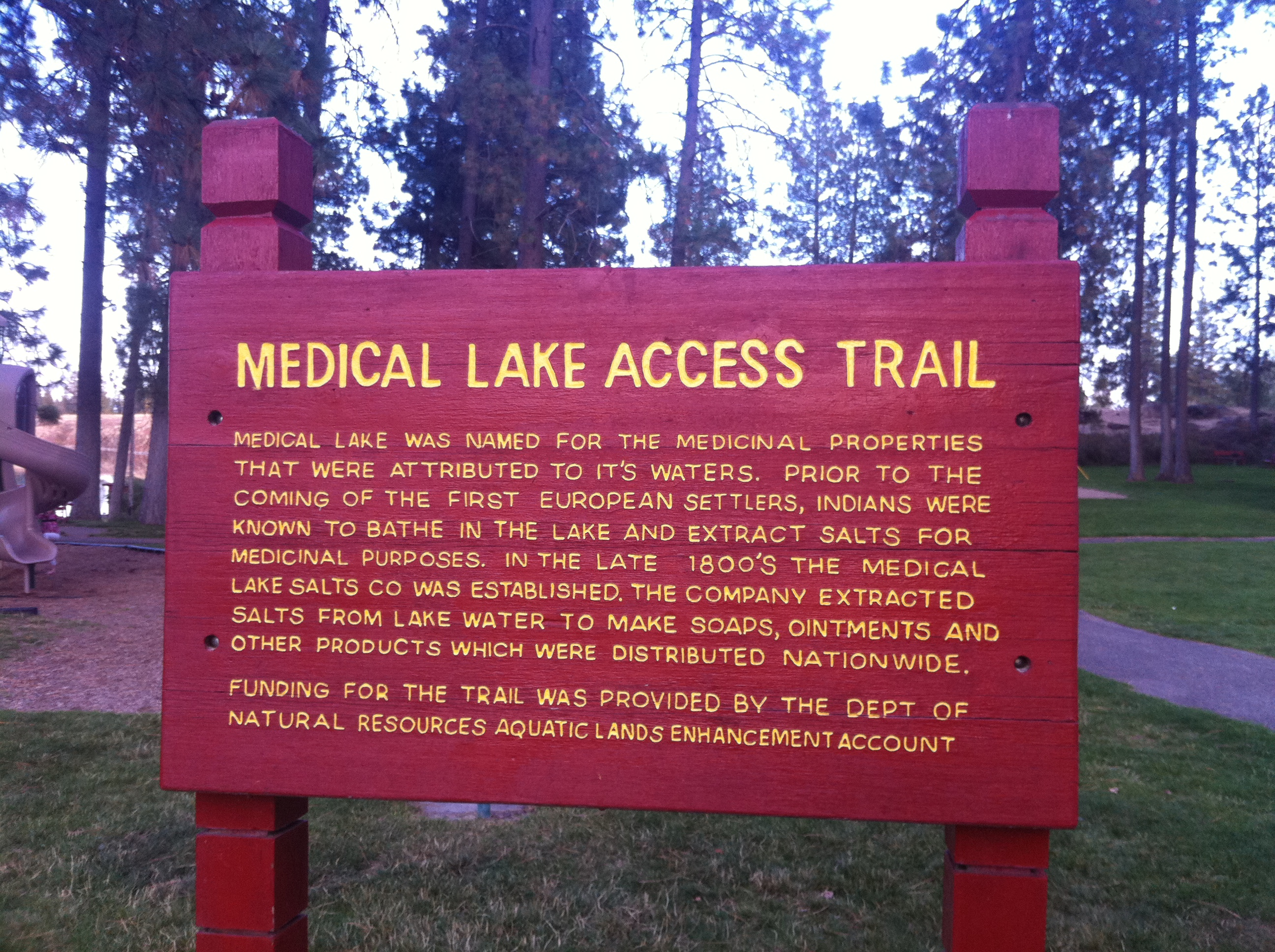
Informationstafel am Medical Lake Waterfront Park

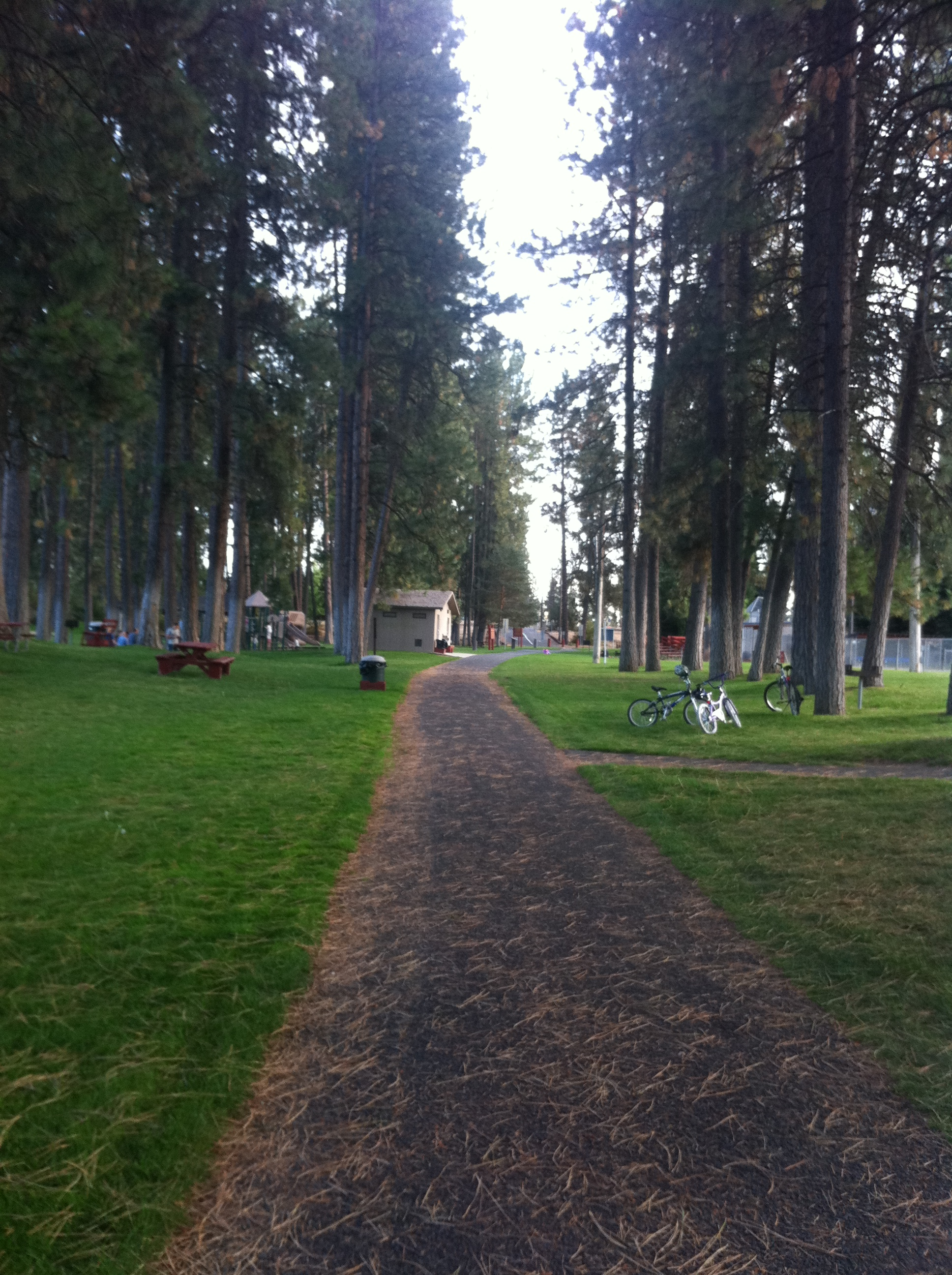
Der Medical Lake Access Trail

Nach der Volkszählung von 2010 gab es in Medical Lake 5.060 Einwohner, 1.707 Haushalte und 1.169 Familien. Die Bevölkerungsdichte betrug 574,6 pro km². Es gab 1.835 Wohneinheiten bei einer mittleren Dichte von 208,4 pro km².
Die Bevölkerung bestand zu 88 % aus Weißen, zu 2,3 % aus Afroamerikanern, zu 1,6 % aus Indianern, zu 2 % aus Asiaten, zu 0,3 % aus Pazifik-Insulanern, zu 1,5 % aus anderen „Rassen“ und zu 4,3 % aus zwei oder mehr „Rassen“. Hispanics oder Latinos „jeglicher Rasse“ bildeten 5,7 % der Bevölkerung.
Von den 1707 Haushalten beherbergten 37,7 % Kinder unter 18 Jahren, 51 % wurden von zusammen lebenden verheirateten Paaren, 12,2 % von alleinerziehenden Müttern und 5,3 % von alleinstehenden Vätern geführt; 31,5 % waren Nicht-Familien. 25,5 % der Haushalte waren Singles und 7,1 % waren alleinstehende über 65-jährige Personen. Die durchschnittliche Haushaltsgröße betrug 2,55 und die durchschnittliche Familiengröße 3,05 Personen.
Der Median des Alters in der Stadt betrug 36,8 Jahre. 23,5 % der Einwohner waren unter 18, 10,3 % zwischen 18 und 24, 28,9 % zwischen 25 und 44, 27,4 % zwischen 45 und 64 und 10 65 Jahre oder älter. Von den Einwohnern waren 50 % Männer und 50 % Frauen.